# PILRA
PILRA‏ (Paired immunoglobin like type 2 receptor alpha) هوَ بروتين يُشَفر بواسطة جين PILRA في الإنسان.